# سیارک ۵۷۶۷
سیارک ۵۷۶۷ (به انگلیسی: 5767 Moldun، نامگذاری:1986RV2) پنج هزار و هفتصد و شصت و هفتمین سیارک کشف شده‌است که در ۶ سپتامبر ۱۹۸۶ کشف شد.
قدر مطلق سیارک برابر ۱۴٫۰۰ است.